# 바이두 왕판
바이두 왕판(Baidu Wangpan, 중국어: 百度网盘, 병음: Bǎidù Wǎngpán)은 베이징 하이뎬구에 본사를 둔 바이두가 제공하는 클라우드 서비스이다. 2016년 10월 11일 원래 명칭 바이두윈(백도운, 중국어: 百度云, 병음: bǎi dù yún)이 바이두 왕판으로 이름이 변경되었다. 그러면서 클라우드 컴퓨팅 서비스는 바이두윈으로 변경되었다.

## 지원 용량
클라우드 가입 이후 로그인을 한 후 휴대전화 앱 인증을 하면 현재 1031 기가바이트에 달하는 용량을 지원받을 수 있다. 여러 옵션을 통해 무료 버전의 경우 2TB까지 확장이 가능하며, 유료 결제 (120 위안)을 하면 5TB까지 확장하고 업로드와 다운로드 용량 제한을 없앨 수 있다. 텐센트도 바이두윈과 비슷한 용량의 지원을 하고 있다고 한다.

## 논란
중국 정부의 인터넷 검열 아래에 있어 음란물 등이 중국에 의해 단속중이라고 밝혀졌다. 토렌트 서비스도 중국 당국의 세심한 통제 아래에 있다고 알려져 있다.

## 같이 보기
- 네이버 클라우드
- 바이두